# Кей Кендал
Кей Кендал (на английски: Kay Kendall) е британска актриса. 

## Биография
Джъстин Кей Кендъл Маккарти е родена на 21 май 1926 година  в Стенли Хаус, Хъл Роуд, в Уидърси, крайбрежен курорт в Източен Йоркшир, Англия. Бащата на Кендъл е Терънс „Тери“ Маккарти (известен още като Тери Кендал), син на звездата от музикалната зала Мари Кендъл. Майка на Кей е Гладис Дрюъри.  Тя има по-големи брат и сестра, Терънс Джъстин „Тери“ Кендал Маккарти (роден 1923 г.) и Патриша Ким „Пат“ Кендал Маккарти (известна още като Ким Кендал, родена 1925 г.).  От втория брак на баща и с неговия професионален партньор по танци Дора Спенсър, тя има по-малък полубрат Каван Спенсър Кендал Маккарти (известен още като Каван Кендал) (1942 – 1999).  Младата Джъстин посещава различни училища, включително Сейнт Леонард (Брайтън), Сейнт Маргарет (близо до Обан, Шотландия) и Академията за танци Lydia Kyasht (Лондон). 

### Кариера
Започва филмовата си кариера в музикалния филм „Лондон Таун“ (1946). Въпреки че филмът е финансов провал Кендал продължава да работи редовно, докато появата ѝ в комедийния филм „Женевиев“ (1953) не ѝ донася широко признание.  Кендъл участва предимно в британски филми, но също постига известна популярност сред американската публика и печели награда Златен глобус за най-добра актриса в мюзикъл или комедия за ролята си в музикално-комедийния филм „Момичетата“ (1957). 

### Личен живот
В началото на кариерата си Кендал има дълъг роман с актьора Сидни Чаплин, вторият син на Чарли Чаплин от втората му съпруга, актрисата Лита Грей. Кендал също има афери с шведски принц и наследник, и според съобщения е имала роман с бъдещия принц Филип, херцог на Единбург. 
През 1955 г. тя играе заедно с Рекс Харисън в „Постоянният съпруг“ след, който следва афера. По това време Харисън е женен за актрисата Лили Палмър. Когато обаче Рекс разбрал от лекаря на Кендал, че е диагностицирана с миелоидна левкемия, той и Палмър се съгласили да се разведат, за да може той да се ожени за Кендал и да осигури грижите за нея. Кендал никога не е била информирана за болестта и, тя вярвала, че просто има дефицит на желязо. По отношение на развода Лили Палмър казва, че не е разстроена, защото и тя има любовник. Палмър и Харисън планираха да се оженят отново след смъртта на Кендал, но в крайна сметка Палмър се влюби в нейния спътник, актьора Карлос Томпсън, и вместо това се омъжва за него. 

### Смърт
Гробът на Кендал се намира в двора на църквата „Сейнт Джон“, Хампстед, Лондон.  През септември 2013 г. последното ѝ място за почивка е възстановено от Гилдията на Музикалната зала на Великобритания и Америка. 

## Избрана филмография
| година | филм                  | оригинално заглавие     | роля            | режисьор       |
| ------ | --------------------- | ----------------------- | --------------- | -------------- |
| 1957   | Момичетата            | Les Girls               | Сибил Рен       | Джордж Кюкор   |
| 1958   | Неохотната дебютантка | The Reluctant Debutante | Шийла Броудбент | Винсънт Минели |